# Sven Håkonsson
Sven Håkonsson (Oudnoords: Sveinn Hákonarson) (ca. 970- ca. 1016) was graaf van Lade, het huidige Trøndelag, en onderkoning van Noorwegen tussen 999 en 1014.

## Levensloop

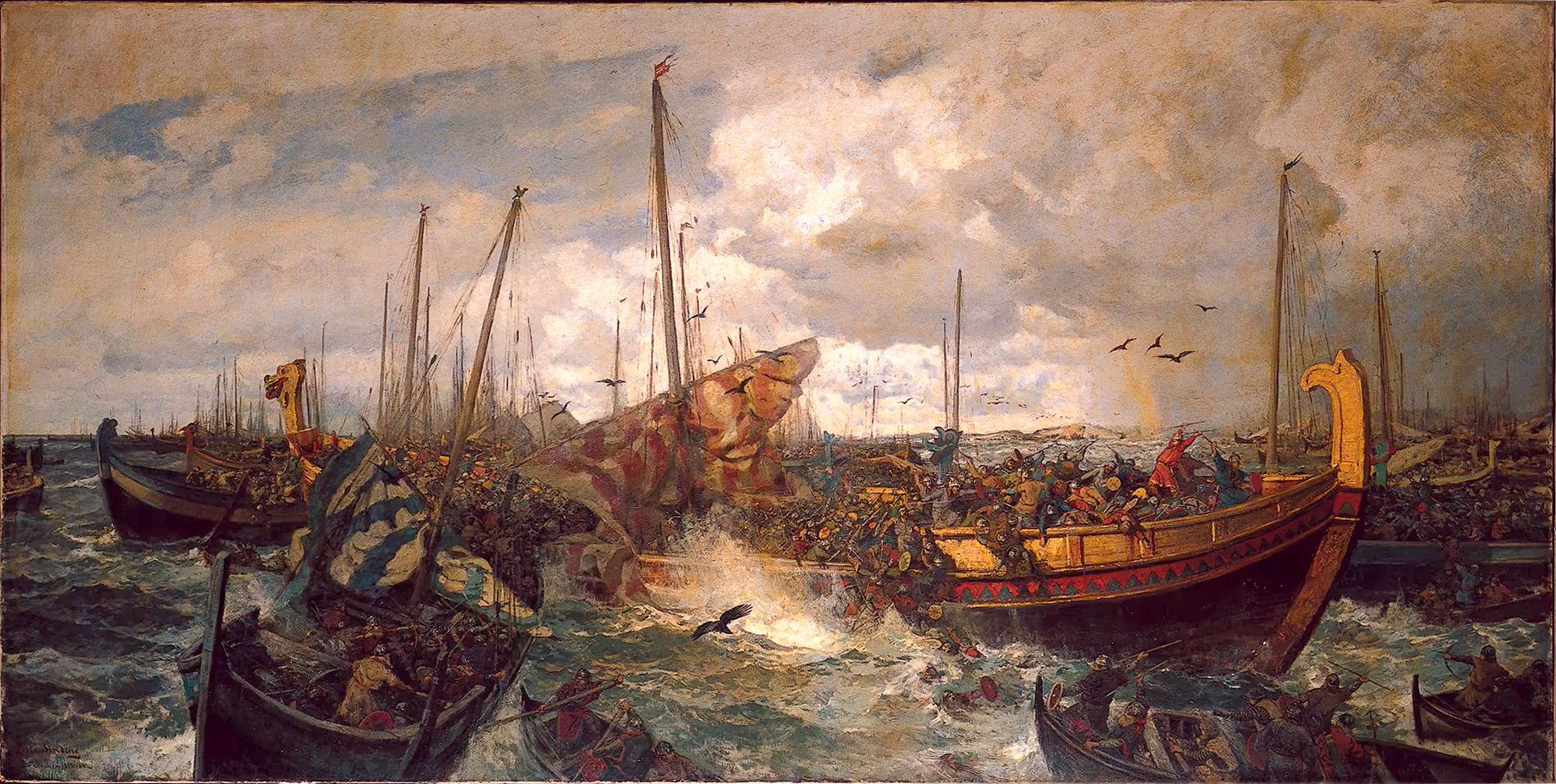
Slag bij Svolder Schilderij van Otto Sinding.jpg

Sven Håkonsson werd rond het jaar 970 geboren als zoon van graaf Håkon Sigurdsson. Hij werd voor het eerst genoemd in een verslag over de slag bij Hjörungavágr, een grote zeeslag nabij het hedendaagse Ålesund, in 986, waarin geschreven werd dat hij over zestig schepen het commando voerde. Na ook leiding te hebben gegeven in de slag bij Svolder, werd hij samen met zijn broer Erik Håkonsson onderkoning van Noorwegen. Nadat deze in 1014 naar Engeland vertrok, werd Sven onderkoning met Håkon Eriksson.
In 1015 kwam Olaf II naar Noorwegen om de troon op te eisen. Hij versloeg Håkonsson en zijn manschappen in de slag om Nesjar, die volgens tradities plaatsvond aan de westzijde van het Oslofjord. Håkonsson vertrok naar Denemarken om daar nieuwe manschappen te verzamelen om Noorwegen terug te veroveren. Hij overleed echter voortijdig in Denemarken aan de gevolgen van een ziekte.
Håkonsson was getrouwd met Holmfrid van Zweden, met wie hij twee dochters kreeg: Sigrid en Gunhild van Noorwegen.